# Adolphe de Forcade La Roquette

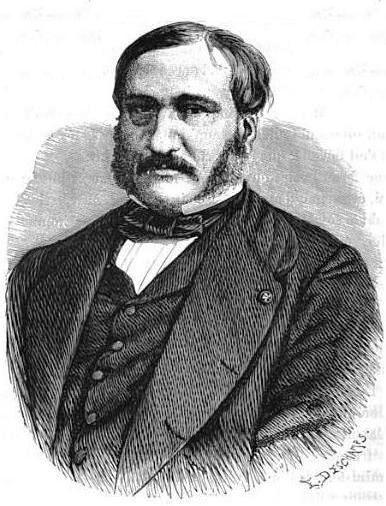
Adolphe de Forcade La Roquette

Jean Louis Victor Adolphe de Forcade La Roquette (* 8. April 1820 in Paris; † 15. August 1874 ebenda) war ein französischer Staatsmann des Zweiten Kaiserreichs.

## Leben
Jean Louis Victor Adolphe de Forcade La Roquette war der Sohn eines Pariser Friedensrichters und ein Halbbruder des Marschalls Saint-Arnaud. Er studierte in Paris die Rechte, wurde 1841 beim dortigen königlichen Gerichtshof als Advokat eingeschrieben und 1846 Doktor der Rechte. Bis zum Staatsstreich Napoleons III. (2. Dezember 1851), an dem er teilnahm, spielte er nur eine unbedeutende Rolle. Danach machte er Karriere. Er war unter anderem von 1852 bis 1867 Mitglied des Generalrats des Départements Gironde und sieben Mal dessen Präsident. Außerdem wurde er im Januar 1852 Berichterstatter im Staatsrat, dann Regierungskommissar bei der Sektion für Streitsachen, hierauf Forstdirektor in Bordeaux, 1857 Generaldirektor der kaiserlichen Forste sowie 1859 Generaldirektor der Zoll- und Steuerverwaltung mit dem Titel eines Staatsrats.
Am 26. November 1860 stieg Forcade La Roquette als Nachfolger Pierre Magnes zum Finanzminister auf. Er gab den Wünschen des Kaisers Napoleon III., über die öffentlichen Gelder willkürlich disponieren zu können, allzu sehr nach, so dass die schwebende Schuld bald zu einer erstaunlichen Höhe anwuchs. Deshalb am 14. November 1861 als Finanzminister durch Achille Fould ersetzt, wurde er zum Senator ernannt und mit verschiedenen Sendungen beauftragt, namentlich nach Algerien, um dort verschiedene Kolonisations- und Handelsfragen zu untersuchen. Am 18. Oktober 1863 erfolgte seine Ernennung zum Vizepräsidenten des Staatsrats sowie am 2. April 1864 zum Großoffizier der Ehrenlegion. Am 20. Januar 1867 wieder in das von Eugène Rouher neugebildete Kabinett berufen, übernahm er das Portefeuille des Ackerbaues, der öffentlichen Arbeiten und des Handels und sah sich in dieser Funktion öfters heftigen Attacken der Opposition bei Fragen bezüglich der öffentlichen Arbeiten, der Eisenbahnen usw. ausgesetzt.
Forcade La Roquette vertauschte sein Portefeuille am 17. Dezember 1868 nach dem Rücktritt Ernest Pinards mit dem Innenministerium. In letzterer Eigenschaft leitete er gegen die Presse viele Prozesse ein und bestimmte, um die bevorstehenden Wahlen in einem für die Regierung vorteilhaften Sinn zu beeinflussen, eigenmächtig die Grenzen der Wahlbezirke neu, so dass mehrere Gemeinderäte, vor allem in Bordeaux, demissionierten. Er selbst verteidigte vor dem Gesetzgebenden Körper sein Verhalten und versuchte das System der offiziellen Kandidatur und das politische Einschreiten der Regierungsbeamten, welche die Wahlzettel verteilten, zu rechtfertigen. Bei den Wahlen vom Mai 1869 bot er also alle Mittel auf, um die offiziellen Kandidaten durchzusetzen.
Obwohl Forcade La Roquette sich am 12. Juli dem Entlassungsgesuch der übrigen Minister anschloss, als der Kaiser in einer Botschaft die Bewilligung von liberalen Reformen ankündigte, trat er doch, auf seinem Posten als Innenminister verbleibend, am 17. Juli in das neugebildete Kabinett ein. Zwar zeigte er sich gegenüber der Presse nun toleranter als früher, bekämpfte aber bei der Beratung über das Senatskonsult die vom Prinzen Napoleon am 1. September  1869 im Senat aufgestellten parlamentarischen und teilweise demokratischen Forderungen. Er sprach sich dann im Gesetzgebenden Körper am 9. Dezember 1869  in liberalem Sinn aus, ohne das Recht der offiziellen Kandidaturen aufzugeben. Als jedoch der Kaiser in seinen Zugeständnissen an die konstitutionelle Mittelpartei noch weiter ging, reichten Forcade La Roquette und seine Kollegen am 27. Dezember 1869 ihre Entlassung ein. Chevandier de Valdrôme folgte Forcade La Roquette als Innenminister im neuen, von Émile Ollivier geführten Kabinett nach.
Bald nachher gab Forcade La Roquette seinen Senatssitz auf und wurde am 10. Januar 1870 vom zweiten Wahlkreis des Départements Lot-et-Garonne zum Abgeordneten gewählt. Er war mit Pinard und Jérôme David Führer der Rechten, verteidigte eifrig den Freihandel und erstattete am 12. August 1870 Bericht über die Einverleibung der Mobilgarde in das aktive Heer. Nach dem Sturz des Kaiserreichs (4. September 1870) zog er sich in die Gironde zurück. Wegen seiner früheren amtlichen Tätigkeit von Léon Gambetta mit einem Haftbefehl verfolgt, begab er sich nach Spanien und weilte während des restlichen Deutsch-Französischen Kriegs in San Sebastian. Nach dem Krieg kehrte er nach Frankreich zurück. Er bewarb sich am 20. Oktober 1872 vergebens um eine Abgeordnetenstelle in der Nationalversammlung, ließ sich in verschiedene finanzielle Unternehmungen ein, sah sich mit bedeutenden Verlusten bedroht und entzog sich den daraus erwachsenden Problemen am 15. August 1874 durch Selbstmord.

## Schriften
- Défense du traité de commerce avec l’Angleterre, 1872
- Nouveaux traités de commerce et la loi sur les matières premières, 1873